# Flanorpad
Het Flanorpad is een korte zijstraat van de Wassenaarseweg in de Leidse Vogelwijk, aan de oostzijde van het Bos van Bosman. Het is ook de naam van de bebouwing aan deze straat in Nederland, het betreft een complex van vier studentenflats.

## Bouw
Eind jaren zestig bouwde de Stichting Leidse Studentenhuisvesting (SLS) vier flatgebouwen op de plek waar eerder medische barakken (voor tbc- en zuigelingenonderzoek), een klooster (Mariënpoel) en twee kastelen (beide genaamd Paddenpoel) stonden. De SLS koos de naam Flanorpad, naar de fictieve figuur Flanor, een student met een hartelijk, feestvierderig karakter, die wordt opgevoerd in het boek Studententypen (1841) van Johannes Kneppelhout.

## Beginjaren
Oorspronkelijk was het de bedoeling om drie flats voor mannelijke en één flat voor vrouwelijke studenten te reserveren. Ze zijn echter nu gemengd; het is zelfs niet bekend of deze scheiding ooit daadwerkelijk heeft bestaan. In die tijd (de jaren zestig) was het gebruik dat per flat een echtpaar als beheerders fungeerde. Om dat te huisvesten was iedere flat voorzien van een appartement.

## Internet
In 1994 kreeg het Flanorpad als enige studentencomplex in Leiden breedbandinternet via de Universiteit Leiden. Tijdens de renovatie van de flats (een voor een, tussen 1994 en 1996) werd de verbinding van de naastgelegen Faculteit der Sociale Wetenschappen van de universiteit doorgetrokken en kreeg iedere gerenoveerde studentenkamer een eigen telefoon-, televisie-, en internetaansluiting. In dezelfde tijd ontstond de eerste online Flanorpad-community. In de zomer van 2002, toen de eerste community al in vergetelheid was geraakt, werd het opnieuw opgericht. Het domein www.flanorpad.nl fungeerde als trekpleister voor alle Flanorpadbewoners. In 2005 werd het domein echter gekaapt door een Duitse internetprovider.